# Гаванський університет
Гаванський університет, скорочено UH (ісп. Universidad de La Habana) — один із провідних вишів Куби. Розташований у Гавані, у престижному районі Ведадо. Університет був заснований в 1728 році і став однією з перших подібних установ у Західній півкулі. Сьогодні в UH налічується 14 факультетів, на яких навчаються 60 тис. студентів.

## Історія
Спочатку університет мав релігійну спрямованість і мав назву Real y Pontificia Universidad de San Gerónimo de la Habana, що в перекладі з іспанської означає «Королівський та Папський університет Святого Єроніма». В XVIII ст. всім подібним закладам, які створювалися за участю іспанців, належало отримати дозвіл монарха або Папи Римського, тому в назвах університетів з'являлися приставки «Королівський» або «Папський». Дозвіл на відкриття Гаванського університету дали король Філіпп V та папа Інокентій XIII.
У 1842 році університет змінив свій статус і став надавати своїм студентам світську освіту. Спочатку назва була змінена на Real y Literaria Universidad de La Habana — Королівський і Літературний університет, а пізніше на Національний університет.
Спочатку університет перебував в Старій Гавані в районі Вілла-де-Сан-Крістобаль, а 1 травня 1902 року він переїхав в нову будівлю, яке розташовувалася в районі Ведадо. Урочистість і величність будові надають її великі розміри, а також архітектурні елементи, виконані в стилі неокласицизму. Інтер'єри університету, створені Армандо Менокаля, прикрашають сім фресок, які символізують медицину, мистецтво, мислення, гуманітарні науки, літературу і право.
Перед головним входом встановлена бронзова статуя Альма-матер. Автором фігури, створеної в 1919 році, є художник Маріо Корбель, а моделлю виступала Фелічіана «Чана» Віллалон, 16-річна дочка професора аналітичної математики Гаванського університету Хосе Рамона Віллалон Санчеса. «Чана» вийшла заміж за далекого родича Армандо Менокаля — Хуана Мануеля Менокаля, професора права. В останнього, коли той викладав в університеті, навчався майбутній глава Кубинської революції — Фідель Кастро. Внучка «Чани» і Хуана Мануеля Менокаля, Марія Роса Менокаля сьогодні є відомою письменницею, також вона обіймає посаду директора Гуманітарного центру Єля.
У 1952 році до влади на Кубі прийшов Фульхенсіо Батиста, і університет став центром антиурядових протестів. У відповідь на це, генерал закрив навчальний заклад. Лише в 1959 році новий глава держави Фідель Кастро знову відкрив університет.

## Структура

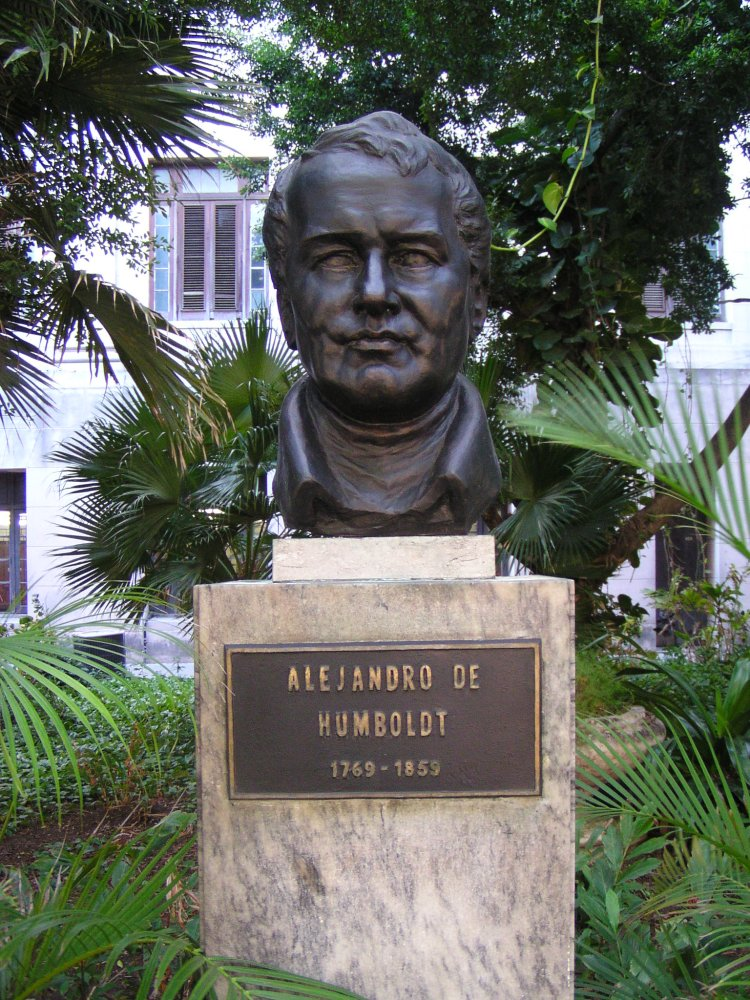
Бюст Александра фон Гумбольдта на території університету. Мандрівник відвідав Гавану на рубежі XVIII—XIX ст.

У Гаванському університеті налічується 14 факультетів. Навчання проводиться за 25 різним спеціальностями, а кількість студентів дорівнює 60 тис. осіб.
Факультети:
- Біологічний
- Фармацевтичний і харчових продуктів
- Фізичний
- Географічний
- Математики та комп'ютерних наук
- Психологічний
- Хімічний
- Мистецтв і літератури
- Комунікацій
- Права
- Філософії та історії
- Економічний
- Туризму
- Бухгалтерського обліку і фінансів.

Також, Гаванський університет надає можливість дистанційного навчання.

## Відомі викладачі та студенти

### Студенти
- Фідель Кастро — революційний і політичний діяч, команданте, керівник Куби. У 1950 році закінчив юридичний факультет Гаванського університету, потім аспірантуру.
- Рауль Кастро — брат і соратник Фіделя Кастро. Голова Державної ради і Ради Міністрів.
- Хосе Лесама Ліма, поет, прозаїк, есеїст. Закінчив університет в 1938 році.
- Еміліо Нуньес Портуондо — прем'єр-міністр Куби, міністр сільського господарства і посол Куби в країнах Європи. Закінчив університет в 1919 році.
- Хосе Маріа Ередіа — поет і громадський діяч, один із зачинателів романтизм в літературі Латинської Америки.
- Леонардо Падура — кубинський письменник.
- Елісео Альберто — кубинський письменник.

### Почесні доктори наук
- Логунов Анатолій Олексійович (1926—2015) — радянський та російський фізик-теоретик. Ректор МДУ.